# یوجین بلک
یوجین بلک (انگلیسی: Eugene R. Black Sr.; ۱ مهٔ ۱۸۹۸ – ۲۰ فوریهٔ ۱۹۹۲) سیاست‌مدار اهل ایالات متحده آمریکا بود.
یوجین از ۱۹۴۹ تا ۱۹۶۳ رئیس بانک جهانی بود.
وی همچنین برندهٔ جوایزی همچون نشان افتخار آزادی رئیس‌جمهوری شده‌است.